# Блаж Кавчич
Блаж Кавчич (словен. Blaž Kavčič; Јесенице, 5. март 1987) је словеначки тенисер који је свој најбољи пласман у синглу достигао 6. августа 2012. када је заузимао 68. место на АТП листи.